# Genetta
Genetta is een geslacht van zoogdieren uit de  familie van de civetkatachtigen (Viverridae). De wetenschappelijke naam van het geslacht werd in 1816 gepubliceerd door Frédéric Cuvier.

## Soorten
Er worden 15 soorten in dit geslacht geplaatst:
- Genetta abyssinica (Rüppell, 1836) – Ethiopische genet
- Genetta angolensis Bocage, 1882 – Miombogenet
- Genetta bourloni Gaubert, 2003
- Genetta cristata Hayman in Sanborn, 1940
- Genetta felina (Thunberg, 1811)
- Genetta fieldiana Du Chaillu, 1860 – Roestgenet
- Genetta genetta (Linnaeus, 1758) – Genetkat
- Genetta johnstoni Pocock, 1908
- Genetta pardina I. Geoffroy Saint-Hilaire, 1832
- Genetta piscivora (Allen, 1919) – Watercivetkat
- Genetta poensis Waterhouse, 1838
- Genetta servalina Pucheran, 1855
- Genetta thierryi Matschie, 1902 – Hausagenet
- Genetta tigrina (Schreber, 1776) – Tijgergenet
- Genetta victoriae Thomas, 1901 – Reuzengenet